# Editorial Presença
A Editorial Presença foi fundada a 30 de maio de 1960 por Francisco da Conceição Espadinha (30 de junho de 1934-3 de setembo de 2020), um leitor apaixonado e compulsivo, decidido a construir uma editora. Frequentador assíduo da Livraria Barata associa o livreiro António Barata ao seu projeto. 
Em 1973, Francisco da Conceição Espadinha convida Manuel Aquino para integrar a Presença, vindo a tornar-se seu sócio e Administrador do Grupo.
O nome da editora surgiu a partir de uma inspiração que o fundador considerou apropriada por evocar o universo literário, devido ao movimento cultural dos presencistas, em torno da revista Presença.
A década inaugural de 1960 foi marcada pela publicação de teatro e de ensaio. A imagem da editora fica ligada a essa vertente inovadora. O primeiro livro a ser publicado foi Kean, uma peça de teatro, do filósofo francês Jean-Paul Sartre. Samuel Beckett foi também lançado nessa época.
Nos anos 60 e 70, a Presença publicou sobretudo ensaios de autores como Umberto Eco, Norberto Bobbio, Deleuze, Durkheim, Max Weber, Marcel Prelot, Eric J. Hobsbawm, Nicola Abbagnano, Anthony Giddens, Kafka e Friedrich Engels, privilegiando também a ensaística portuguesa, através de autores como Eduardo Lourenço, Vasco Graça Moura e Hernâni Cidade. Nessa altura, a Presença também publicou poesia portuguesa do século XX, com livros de Ruy Belo, João Miguel Fernandes Jorge, Daniel Filipe e Ruy Cinatti.
Na década de 1980 dá-se o aparecimento de autores portugueses com grande aceitação junto do público, como Oliveira Marques, Magalhães Godinho, António Alçada Baptista, com a publicação de Os Nós e Os Laços, e David Mourão-Ferreira, com o seu célebre romance Um Amor Feliz.
A partir da década de 90 observou-se uma viragem na orientação editorial da editora passando a publicar sobretudo ficção, entre outros géneros literários. Em 1995 foi criada a coleção «Grandes Narrativas», que se iniciou com O Mundo de Sofia, de Jostein Gaarder.
Hoje apresenta um catálogo variado, com um leque de autores de referência, como J.K. Rowling, Ken Follett e Suzanne Collins, entre nomes vencedores do Prémio Nobel, tais como Orhan Pamuk; Doris Lessing; Imre Kertesz; Günter Grass; Nadine Gordimer; Octávio Paz; Jean Paul Sartre; François Mauriac e Luigi Pirandello.
A Editorial Presença destaca-se entre as principais editoras nacionais, com mais de 100 novos títulos por ano. O sólido compromisso com a difusão da literatura é uma das razões por que tem vindo a publicar alguns dos mais notáveis autores contemporâneos, apostando também na divulgação de novos valores da ficção portuguesa.
O trabalho que tem vindo a desenvolver com parceiros internacionais, numa permanente concretização de projetos inovadores, inclui, no âmbito da ficção, obras que vão desde o romance, à literatura policial, fantasia, e à literatura infantojuvenil. Na área da não-ficção, destaca-se o ensaio, as obras de orientação pedagógica e os guias práticos.
O selo de identidade e independência reconhecido a Francisco da Conceição Espadinha pelos seus pares e a capacidade de adaptação explicam a longevidade da editora fundada em 1960 (65 anos).
A Presença cresceu por via de um esforço coletivo e é hoje um grupo editorial, composto pelas chancelas Editorial Presença, Marcador, Manuscrito e Jacarandá, ocupando uma posição cimeira no mercado editorial. Com mais de 4000 títulos disponíveis no seu diversificado catálogo, o objetivo último desta editora é contribuir para o enriquecimento cultural dos portugueses e fomentar «o gosto pela leitura».

## Publicações
- Ken Follett
- J.K. Rowling
- Suzanne Collins
- Orhan Pamuk
- Doris Lessing
- Imre Kertesz
- Günter Grass
- Nadine Gordimer
- Octávio Paz
- Jean Paul Sartre
- François Mauriac
- Luigi Pirandello